# Qyzyljar Fýtbol Klýby
Il Qyzyljar Fýtbol Klýbı (in kazako Қызылжар футбол клубы?, traslitterazione anglosassone FK Kyzylzhar), è una società calcistica kazaka con sede nella città di Petropavl. Milita nella Qazaqstan Prem'er Ligasy, la massima serie del campionato kazako.
Fondato nel 1968, disputa le partite interne nello Stadio Qarasaý di Petropavl, impianto da 9.100 posti.
Ha vinto un campionato kazako di seconda divisione, nel 2019.

## Cronistoria del nome
- 1968: Fondato come Avangard
- 1970: Rinominato in Metallist
- 1979: Rinominato in Avangard
- 1990: Rinominato in Metallist
- 1998: Rinominato in Esil
- 1999: Rinominato in Aksess-Esil
- 2000: Rinominato in Aksess-Golden Greýn
- 2001: Rinominato in Esil-Bogatırʹ
- 2009: Rinominato in Qızıljar

## Organico

### Rosa 2020
Aggiornata al 7 marzo 2020.
| N. |                           | Ruolo | Calciatore          |
| -- | ------------------------- | ----- | ------------------- |
| 1  | Kazakistan (bandiera)     | P     | Anton Tsirin        |
| 3  | Kazakistan (bandiera)     | D     | Bakdaulet Kozhabaev |
| 4  | Romania (bandiera)        | C     | Gabriel Enache      |
| 5  | Georgia (bandiera)        | C     | Tamaz Tsetskhladze  |
| 6  | Kazakistan (bandiera)     | D     | Álibek Qasym        |
| 7  | Ucraina (bandiera)        | C     | Maksym Dračenko     |
| 8  | Gambia (bandiera)         | A     | Momodou Ceesay      |
| 9  | Russia (bandiera)         | A     | Ivan Markelov       |
| 10 | Georgia (bandiera)        | C     | Shota Grigalashvili |
| 12 | Costa d'Avorio (bandiera) | C     | Moussa Koné         |
| 14 | Bielorussia (bandiera)    | D     | Cjarėncij Lucėvič   |
| 15 | Kazakistan (bandiera)     | D     | Aleksandr Sokolenko |
| 16 | Moldavia (bandiera)       | C     | Mihai Plătică       |

| N. |                        | Ruolo | Calciatore               |
| -- | ---------------------- | ----- | ------------------------ |
| 19 | Kazakistan (bandiera)  | C     | Timur Muldinov           |
| 20 | Kazakistan (bandiera)  | D     | Viktor Gunchenko         |
| 21 | Montenegro (bandiera)  | C     | Uroš Delić               |
| 23 | Kazakistan (bandiera)  | D     | Berïk Şaïxov             |
| 27 | Lituania (bandiera)    | D     | Vytautas Andriuškevičius |
| 40 | Kazakistan (bandiera)  | C     | Ildar Aitov              |
| 41 | Russia (bandiera)      | P     | Miroslav Lobancev        |
| 44 | Kazakistan (bandiera)  | C     | Nurlan Daurenbekov       |
| 66 | Russia (bandiera)      | D     | Igor' Gubanov            |
| 77 | Kazakistan (bandiera)  | A     | Sergeý Skorıx            |
| 78 | Bielorussia (bandiera) | A     | Ihar Zjan'kovič          |
| 99 | Kazakistan (bandiera)  | C     | Maksim Skorykh           |
|    | Kazakistan (bandiera)  | P     | Oleg Grubov              |

## Palmarès

### Competizioni nazionali
- Campionato kazako di seconda divisione: 1

2019

### Altri piazzamenti
- Coppa del Kazakistan:

Finalista: 1999-2000
Semifinalista: 2003